# Lista de grandes-oficiais da Ordem do Infante D. Henrique
Segue-se uma lista de distinguidos com o grau de Grande-Oficial da Ordem do Infante D. Henrique:
1995
- Gonçalo Byrne (n. 1941) (Arquitecto), por Mario Soares.

€;1998
- Maurice-Jean Berger (n. 1927) (Maurice Béjart), por Jorge Sampaio.

2005
- Carmen Dolores (n. 1924), actriz, por Jorge Sampaio.
- José Mourinho (n. 1963), treinador de futebol, por Jorge Sampaio.
- António Nogueira Leite (n. 1962), professor catedrático de economia, por Jorge Sampaio.

2005
- Vasco Cal (n. 1951), economista, por Jorge Sampaio.

[...]